# Grupo de Prüfer
Em matemática, especificamente na teoria de grupos, para cada número primo p, o p-grupo de Prüfer Z(p∞), também conhecido como p-grupo quase cíclico ou p∞-grupo, é o único subgrupo de torção em que todo elemento tem p raízes p-ésimas
- O p-grupo de Prüfer pode ser representado como um subgrupo do grupo circular U(1), como sendo o conjunto das raízes pn-ésimas da unidade com n variando sobre todos os inteiros não negativos:

{\displaystyle \mathbf {Z} (p^{\infty })=\{\exp(2\pi in/p^{m})\mid n\in \mathbf {Z} ^{+},\,m\in \mathbf {Z} ^{+}\}\;}
- Alternativamente, o p-grupo de Prüfer pode ser visto como o p-subgrupo de Sylow de Q/Z consistindo daqueles elementos cuja ordem é uma potência de um primo p:

{\displaystyle \mathbf {Z} (p^{\infty })=\mathbf {Z} [1/p]/\mathbf {Z} }
- Há uma presentação (escrita aditivamente)

{\displaystyle \mathbf {Z} (p^{\infty })=\langle x_{1},x_{2},...|px_{1}=0,px_{2}=x_{1},px_{3}=x_{2},...\rangle }.
- O p-grupo de Prüfer é o único p-grupo infinito que é localmente cíclico (todo conjunto finito de elementos gera um grupo cíclico).
- O p-grupo de Prüfer é divisível.